# Pirates of the Caribbean: On Stranger Tides
Pirates of the Caribbean: On Stranger Tides (en España Piratas del Caribe: En mareas misteriosas y en Hispanoamérica Piratas del Caribe: Navegando en aguas misteriosas) es una película estadounidense, cuarta entrega de la serie cinematográfica Piratas del Caribe, dirigida por Rob Marshall y producida por Jerry Bruckheimer.
La película narra las aventuras que vive el capitán pirata Jack Sparrow —de nuevo interpretado por Johnny Depp— para encontrar la fuente de la juventud, teniendo para ello que lidiar con el famoso y gran capitán Barbanegra y su hija Angélica, un antiguo amor suyo, además de volver a encontrarse con Héctor Barbossa, antiguo enemigo suyo que se ha convertido en un corsario al servicio del rey Jorge II de Gran Bretaña.
Su estreno en Estados Unidos fue el 20 de mayo de 2011. La película es distribuida, además de en formato estándar, en Digital 3D, IMAX e IMAX 3D, siendo el primer largometraje de la franquicia en ser lanzado en formato tridimensional.
Fue un éxito de taquilla masivo al recaudar más de mil millones de dólares en todo el mundo, convirtiéndose en la tercera película más taquillera del 2011, la segunda película más taquillera de la saga y la película número 43 con mayor recaudación de todos los tiempos. A pesar de su éxito de taquilla, tuvo críticas mixtas a negativas de los críticos y de la audiencia, criticando el guion, el reparto, las actuaciones, el tono oscuro y las inexactitudes históricas, pero elogios para los efectos especiales, las imágenes y las secuencias de acción.
La película fue clasificada como PG-13 (no recomendada a menores de 13 años) «por las intensas secuencias de acción violentas, algunas imágenes atemorizantes, sensualidad e insinuaciones», siendo la cuarta película de Disney en clasificarse como PG-13 por dichos motivos, después de la primera película de la franquicia.

## Argumento
Los tripulantes de un barco pesquero que navegaban cerca de las costas de Cádiz (España), sacan del agua el cuerpo de un hombre muy viejo que parece muerto, pero en realidad estaba vivo y llevaba consigo un libro que contenía el mapa del lugar donde se encontraba la mítica fuente de la eterna juventud, mapa que había sido realizado por el conquistador español Juan Ponce de León hace doscientos años. Los tripulantes y el extraño anciano son llevados ante el rey de España Fernando VI, que tras comprobar la autenticidad del libro y su contenido, decide enviar a su mejor agente al frente de un grupo de fieles soldados, a la Florida, en búsqueda de la fuente de la juventud.
10 años después de los acontecimientos de la tercera entrega, el Capitán Jack Sparrow (Johnny Depp) viaja a Londres para localizar a una persona que ha estado haciéndose pasar por él, ya que dicho impostor ha estado reclutando una tripulación, para buscar la legendaria Fuente de la Juventud. Como primera parada, Sparrow decide ir a rescatar a su excompañero, Joshamee Gibbs (Kevin McNally), que está a punto de ser enviado a la horca en un juicio y rápidamente Jack se hace pasar por el juez y sentencia que este sea llevado a la cárcel de Londres, aunque luego que estos consigan escapar, desafortunadamente los dos son capturados por los guardias. Momentos después, Jack es llevado ante el rey Jorge II (Richard Griffiths), quien lo quiere a él para guiar una expedición a la Fuente de la Juventud antes de que la encuentren los españoles. Al frente de la expedición está el viejo rival de Jack, el capitán Hector Barbossa (Geoffrey Rush), quien ahora trabaja un corsario al servicio de la Armada británica después de haber perdido el barco de Jack, el Perla Negra, así como también su pierna.
Jack se escapa y es encontrado por su padre, el Capitán Teague (Keith Richards), que le advierte sobre las pruebas de la Fuente. Sparrow descubre entonces que el impostor es Angélica (Penélope Cruz), su examante y la hija del despiadado pirata Edward Teach, Barbanegra (Ian McShane). Este es un maestro del vudú y posee varios poderes mágicos, incluyendo la capacidad de reducir otros barcos hasta tamaño miniatura, conteniéndolos después dentro de botellas (entre ellos está El Perla Negra con Jack el mono adentro), además de poseer una espada mágica, Hoja Tritón, que le da control total sobre su barco, "El Venganza de la Reina Ana" e incluso a otros barcos. Barbanegra fuerza a Jack a unirse a su tripulación con la intención de que guíe una expedición a la Fuente, puesto que el malvado pirata pretende eludir una profecía que dice que un hombre con una sola pierna lo matará pronto (refiriéndose a Barbossa). Mientras tanto, Gibbs, que memoriza y quema el mapa de Sparrow, se une a la tripulación de Barbossa con el fin de llevarlos hasta la Fuente de la Juventud antes que Barbanegra y los españoles.
Tras frustrar a Barbanegra con un motín en su barco comandado por Sparrow, Angélica revela a Jack que el agua de la Fuente debe ser bebida en dos cálices de plata que pertenecieron al conquistador español Juan Ponce de León, conteniendo uno de los dos una lágrima de sirena: todo el que beba del cáliz sin la lágrima morirá, mientras que el beber del cáliz con la lágrima prolonga la vida por arte de magia, por "todos los años que ha vivido la otra persona y los que podría haber vivido de haber sido mejor su destino". El "Venganza de la Reina Ana" se dirige a la misteriosa y peligrosa Whitecap Bay, donde viven las sirenas. Las sirenas de cintura para arriba parecen mujeres vírgenes, pero de cintura para abajo tienen cola de pez, sin embargo si ellas tocan la tierra pierden su cola de pez y se transforman en piernas humanas, solo cuando entran de vuelta agua su cola regresa nuevamente. Allí la tripulación es atacada por ellas. El poder de estas consiste en atraer a los hombres con su belleza para que estos olviden lo peligrosas que son y los arrastran al fondo del mar para ahogarlos y después devorarlos. El misionero Philip Swift (Sam Claflin), que fue hecho prisionero por Barbanegra en una incursión anterior, consigue atrapar por accidente a una sensual sirena llamada Syrena (Astrid Bergès-Frisbey). En recompensa por haber atrapado a la sirena, Barbanegra nombra a Philip nuevo miembro de la tripulación. Barbanegra toma la brújula de Sparrow y lo envía a robar los cálices de la embarcación de Ponce de León, "El Santiago", la cual se encuentra suspendida en un acantilado por más de doscientos años. Allí Sparrow se encuentra con Barbossa, que también ha alcanzado la isla y ambos debían equilibrar el barco o caerían al acantilado, sin embargo, cuando encuentran el cofre donde estaban los cálices descubren que los españoles ya se los han llevado y ambos deciden darle un vistazo al mapa, aunque Jack se pregunta por qué no se lo llevaron y resulta que el mapa está maldito; todo aquel que toque o se lleve dicho mapa será perseguido por el cadáver de Ponce de León, el cual no quiere que nadie lo toque o se lo lleve. Sin embargo, Barbossa comenta que los españoles conocen el camino y que sabe exactamente dónde acamparán ellos.
Al principio Jack y Barbossa intentaron robar los cálices con la idea de Barbossa, pero el plan no funciona y terminan siendo capturados por los españoles. Mientras están amarrados a unos árboles, ambos tienen una pequeña conversación en la cual Jack descubre cuales eran las verdaderas intenciones de Barbossa, entonces Barbossa admite que se unió en la Marina Real sólo porque quiere asesinar a Barbanegra, en venganza por el ataque al Perla Negra, el cual confiesa que no se hundió. Inmediatamente Barbossa decide contarle toda la verdad a Jack sobre aquel incidente, en donde este relata que estaban pasando la costa de La Española cuando fueron atacados sorpresivamente por "El Venganza de la Reina Ana", sin provocación, sin señas ni propuesta de "Parley", solo fueron abatidos por los cañones, luego el agua debajo del Perla comenzó a estremecerse con demasiada violencia, provocando que cada madero y cada mástil comenzara a crujir, donde rápidamente los aparejos cobraron vida y la nave se tornó en su contra, atrapando a todos los tripulantes en las redes y también su pierna, pero sus manos estaban libres y su espada a la mano, entonces le dice que él es el dueño de su nave y el amo de su destino, no Barbanegra, entonces le dice que hizo lo que tenía que hacer para liberarse y se cortó su propia pierna y saltó al océano, logrando así escapar del ataque. Él y Jack idean un plan para derrotar a Barbanegra, después Jack logra robar los cálices del campamento de los españoles. Mientras tanto, Barbanegra engaña a Syrena (que se enamoró de Philip), para derramar una lágrima, dejándola colgada al sol para que muera. Sparrow regresa con los cálices y Gibbs, quien se había reunido con él. Jack chantajea a Barbanegra para recuperar su brújula y que libere a Gibbs, a cambio de darle los cálices y conducirlos a la Fuente. Barbanegra acepta los términos de Jack y este los guía hasta el mítico lugar, mientras que Gibbs escapa con la brújula de Jack.
En la Fuente, Barbanegra y su tripulación son atacados por Barbossa. Después de una larga lucha, aparecen los españoles, que en realidad habían sido enviados por su católico rey Fernando VI para destruir la Fuente, porque cree que su capacidad de conceder la vida eterna es una abominación contra Dios. Aprovechando el desconcierto Barbanegra y en un pequeño descuido, Barbossa lo hiere con su espada impregnada con veneno mortal provenientes de los sapos ponzoñosos (cuando en realidad son de las Ranas de dardo venenosas), al igual que Angélica, que se hirió a sí misma cuando intentaba quitársela a su padre. Barbossa reclama el barco de Barbanegra y a la antigua tripulación y luego roba la espada mágica hoja tritón como pago de su pierna cortada, a pesar de esto los españoles lo dejan ir junto a la tripulación de Barbanegra. Philip, quien había sido herido mortalmente en el pecho, escapa y rescata a Syrena, quien encuentra los cálices y se los entrega a Sparrow, luego le dice que use bien su lágrima. Angélica tiene la intención de sacrificar su vida para que su padre pueda vivir, para ello Sparrow llena los cálices con las últimas gotas de agua de la fuente, que ya había sido destruida por los españoles, pero Jack engaña a Barbanegra para que beba del cáliz sin la lágrima mientras que Angélica bebe de la otra, matando así a Barbanegra y dándole a Angélica los años de vida de su padre.
Después Syrena vuelve donde Philip, que se intenta limpiar la herida y siente que su muerte es inminente. Syrena le ofrece su ayuda, a lo que el misionero le dice que lo único que desea es que ella lo perdone. Syrena besa a Philip, dándole la capacidad de respirar bajo el agua y se lleva al misionero al mar para curarlo. Ante la sospecha de que Angélica puede tratar de vengar la muerte de su padre, Sparrow la abandona en una pequeña isla junto con una pistola con un solo tiro (la misma en la que Jack fue abandonado por Barbossa la primera vez), con la intención de que algún barco la encuentre. Aunque Angélica le declara su amor a Jack, este sin embargo la deja de igual forma en la isla sabiendo que no es de fiar e incluso ella falla su único tiro de la pistola que le dejó Jack. Mientras tanto, Barbossa, que ahora ha abandonado a la Marina Real para volver a piratear, se proclama capitán del "Venganza de la Reina Ana" y surca los mares con él con destino a Tortuga. Jack se reúne con Gibbs, que había utilizado la brújula para recuperar todos los barcos encogidos, incluyendo "El Perla Negra", del barco antes de que Barbossa zarpara. Juntos pretenden encontrar una manera de devolver al Perla a su tamaño original. Gibbs le pregunta a Jack que cómo es posible que no aprovechara su oportunidad de vivir eternamente, a lo que Sparrow responde que el destino debería ser una incógnita, y que su vida seguirá siendo la de un pirata.
En una escena poscréditos, Angélica se encuentra aún en la isla, pero mientras observa la playa esta encuentra en la arena el muñeco vudú de Sparrow y esta comienza a sonreír maléficamente.

## Reparto
- Johnny Depp como el capitán Jack Sparrow, un pícaro y excéntrico pirata que perseguirá encontrar la fuente de la juventud. Tras los continuos rumores de una cuarta entrega y antes de la confirmación oficial, Depp mencionó que «le encantaría volver a interpretar a Jack Sparrow en otra película, pero sólo si los guionistas logran redactar un buen argumento».[7] El actor confirmó su participación en la secuela en septiembre de 2008.[8]

- Penélope Cruz como Angélica Teach, la hija de Barbanegra, que tuvo un romance con Sparrow en el pasado.[9] El 18 de noviembre de 2009 The Telegraph anunció contactos de Disney con la actriz española ganadora de un Óscar, para interpretar un papel en la película.[10][11] Cruz entrenó esgrima durante dos meses para el papel.[12] Debido al embarazo de la actriz, su hermana Mónica Cruz fue su doble en algunas escenas.[13]

- Ian McShane como el capitán Edward Teach «Barbanegra», el famoso y sanguinario pirata, que competirá con Sparrow por encontrar la Fuente de la Juventud.[14] El productor Jerry Bruckheimer lo describió como "el más desagradable pirata de todos"[9]

- Geoffrey Rush como el capitán Hector Barbossa, el pirata rival de Sparrow que ahora es un corsario al servicio del Imperio Británico. Rush siempre expresó su interés en volver a interpretar el personaje.[15] Se confirmó su aparición en junio de 2010, pocos días antes del inicio de rodaje.[16]

- Kevin R. McNally como Joshamee Gibbs, gran amigo y mano derecha del capitán Jack.[1]

- Sam Claflin como Philip Swift, un joven misionero católico que se enamora de Syrena.[17] Max Irons también audicionó para el papel.[18]

- Àstrid Bergès-Frisbey como Syrena, una sensual sirena a la que raptan para obtener su lágrima para completar el ritual de la fuente de la juventud. Termina enamorándose del misionero Philip Swift.[19]

- Stephen Graham como Scrum, un maquiavélico pirata que forma parte de la tripulación de Barbanegra.[20] Graham describió su personaje como un "agradable granuja cockney". El actor pensó inicialmente darle a su personaje un fuerte acento de la zona de Liverpool, pero desechó la idea porque la audiencia americana podría no entenderlo bien.[21]

- Richard Griffiths como Jorge II de Gran Bretaña, gobernante del Imperio Británico.[22]

- Greg Ellis como el teniente Theodore Groves un oficial de la Marina Real Británica, que fue primero ayudante del comodoro James Norrington en la primera entrega y posteriormente segundo al mando del HMS Endeavour de Lord Cutler Beckett en la tercera parte, donde sobrevive al hundimiento del buque.[16]

- Óscar Jaenada como «El Español», un misterioso agente del Rey Fernando VI de España. El actor español describió su papel como "un personaje con sentido del humor y políticamente incorrecto, que habla más con la mirada" y se mostró muy ilusionado de trabajar junto a Depp, Rush y Penélope Cruz, la cual sugirió a los productores la elección de Jaenada.[23]

- Keith Richards como el capitán Teague, guardián del Código Pirata y padre de Sparrow. El guitarrista de The Rolling Stones repitió su papel de la tercera entrega. Según algunos medios británicos, él y Depp ofrecieron un papel en la película a su compañero de banda, Mick Jagger.[24]

Completan el reparto:
- Sebastián Armesto como Fernando VI de España.
- Robbie Kay como El grumete.
- Greg Ellis como el teniente Groves.
- Damian O´Hare como el teniente Gillette.
- Anton Lesser como lord John Carteret.
- Roger Allam como el primer ministro Henry Pelham.
- Bronson Webb como el cocinero.
- Paul Bazely como Salaman.
- Yuki Matsuzaki como Garheng.
- Richard Thomson como Derrick.
- Christopher Fairbank como Ezekiel.
- Deobia Oparei como El Artillero.
- Ian Mercer como El Intendente.
- Derek Mears como El Maestro de Armas.
- Danny Le Boyer como Yeoman.

Sirenas:
- Gemma Ward como Tamara, una malvada sirena que trata de atraer a los piratas y marineros hacia el mar para acabar con ellos. Interpreta «My jolly sailor bold» para llamar a sus hermanas sirenas[25]
- Jogerlina Airaldi como Marina, una de las sirenas, en la cual en una escena eliminadas abofetea a Jack Sparrow la cual demostró que pudo haber tenido una relación con el pero que no acabó muy bien.
- Toni Busker como Diana, una de las sirenas.
- Brea Berrett como Briana, una de las sirenas.
- Sanya Hughes como Serena, una de las sirenas.
- Daphne Joy como Xenith, una de las sirenas.
- Antoinette Kalaj como Cree, una de las sirenas.

En la escena inicial, antes de los créditos de cabecera, participan entre otros, Juan Carlos Vellido, por lo que medios españoles, como 20 minutos, reportaron que hay un total de cuatro actores españoles en la película: Cruz, Vellido, Jaenada y Berges-Frisbey. La galardonada actriz Judi Dench realizó un cameo en una escena.
En la audición para las sirenas se requirió que tuviesen pechos naturales, sin implantes, como Bruckheimer explicó a EW: "No creo que tuvieran aumentos de pecho en el año 1700 [...]. La gente de la audición dijo: “Queremos gente real”».
La actriz británica Keira Knightley declinó querer continuar con el personaje de Elizabeth Swann, ya que prefirió centrarse en otro tipo de papeles. Sobre ello, declaró que «hizo un viaje increíble haciendo esas tres películas».
Igualmente, su réplica en los tres filmes anteriores, Orlando Bloom, también negó que fuese a participar en la cuarta parte. En febrero de 2010, Mackenzie Crook, que interpretaba al pirata Ragetti, confirmó que no volvería al asegurar que «sus días de piratería han acabado».

## Producción

### Preproducción
Poco tiempo después del estreno de la tercera entrega, Jerry Bruckheimer, productor de las tres primeras partes, se mostró dispuesto a continuar la serie pirata con un spin-off que abriese nuevas tramas. siempre y cuando se dejara un periodo de tiempo de margen. Los guionistas Terry Rossio y Ted Elliott comentaron que existían posibilidades reales para realizar una continuación, aunque también había motivos para que ello no sucediera.
Tras los buenos resultados obtenidos en taquilla con At World's End, en septiembre de 2008 Disney confirmó oficialmente que realizarían una cuarta película con fecha de estreno encuadrado en 2011. Elliot y Rossio confirmaron que ya escribían el guion, con Bruckheimer al mando de la producción.
En cambio, el director de las tres películas anteriores Gore Verbinski anunció que no sería el director de la cuarta entrega, a pesar de haberse mostrado predispuesto en el pasado, y que se centraría en otros proyectos, como la adaptación del videojuego Bioshock., no sin deshacerse en agradecimientos hacia Bruckheimer, Depp y el resto del equipo creativo y de producción.
En la Comic Con de San Diego, en 2009, Bruckheimer comentó que pretendían comenzar a rodar en abril o mayo de 2010. El 1 de agosto de 2009 se anunció que la Disney estaba en negociaciones finales con Rob Marshall, director de películas como Chicago, Nine o Memorias de una geisha, para dirigir la película; aunque no fue hasta noviembre del mismo año cuando fue confirmado por el propio director. Los hermanos Albert y Allan Hughes fueron otra de las opciones que barajó el estudio.
En septiembre de 2009, durante la D23 Expo en Anaheim (California), el presidente de Walt Disney Studios, Dick Cook, junto al propio Johnny Depp, anunciaron el título oficial del filme (Pirates of the Caribbean: On Stranger Tides) y su intención de continuar manteniendo el estreno en verano de 2011.
Pocos días después Cook fue despedido como presidente de Walt Disney Studios, lo que hizo que Depp, amigo de este, se replanteara su participación en la película. Sobre ello el actor concluyó que «había una fisura, una grieta en mi entusiasmo en este momento» con respecto al proyecto de la película. En noviembre, Disney pago a Depp un sueldo de 33 millones de libras (más de 37 millones de euros) para que volviera a interpretar el papel protagonista, acabando así con los rumores de su salida del proyecto y afirmando que sin el actor como protagonista, la franquicia estaría "muerta y enterrada".

### Guion
Ya durante la promoción de Piratas del Caribe: en el fin del mundo, en la publicación The Art of the Pirates of the Caribbean, se proponía que la historia de la cuarta película giraría en torno al reencuentro de Sparrow y Barbossa en la recién fundada Nueva Orleans, para navegar juntos en la búsqueda de la fuente de la juventud. Tras esta escueta premisa, que posteriormente no fue tomada en cuenta para el guion final, y unido al final abierto de alguna de las tramas en la tercera parte, se abría la puerta a una continuación. Acerca de ello, en febrero de 2007 y aún sin confirmación oficial de luz verde para el proyecto, los guionistas Ted Elliot y Terry Rossio comentaron si se planteaba una cuarta entrega, querían dar a la serie un giro similar al de la cuarta película de Indiana Jones.
Días después de la Comic Con de 2009, se habló abiertamente de que la historia giraría en torno a la fuente de la juventud, relacionando así la trama con el final de la tercera entrega. Igualmente algunos responsables comentaron que pretendían introducir elementos de las novelas de Julio Verne, como un enemigo principal inspirado en el Capitán Nemo, y que introduciría la franquicia en el género steampunk, aunque esa idea quedó en el aire.
Después de anunciarse el título oficial, Elliot y Rossio explicaron que tomaron ciertos elementos de la novela de piratas publicada en 1988 On Stranger Tides, de Tim Powers, a la cual hicieron homenaje en el subtítulo de la película, cuya trama también tiene como protagonistas a Barbanegra y la fuente de la juventud y cuyos derechos fueron adquiridos por Disney, pero que la película no sería una adaptación de la misma.
Meses más tarde el director Rob Marshall comentó que los tres actos de la película tendrían lugar en tres lugares diferentes: el primer tercio se desarrollaría en Londres, donde Sparrow es perseguido por la guardia del rey; el segundo transcurre en el barco de Barbanegra, el Queen Anne's Revenge; y el tercero tiene lugar en la selva, donde se busca la Fuente de la Juventud.

### Rodaje

Una reproducción de la bandera pirata real de Barbanegra fue utilizada para ondear en la reconstrucción del Queen Anne's Revenge.

Ya desde enero de 2010 Disney acordó con el Gobierno de Hawái, bajo la administración de Linda Lingle, la utilización de diversos lugares en las islas de Kauai y O'ahu, que ya habían sido usadas en rodajes de famosos filmes como Jurassic Park o la serie Lost, para rodar secuencias de la película durante el verano. Algunos medios británicos informaron que la localidad costera St. Ives, en Cornualles, Inglaterra, también sería un escenario para la película.
Disney quiso, con esta cuarta parte, reducir costes con respecto a sus antecesoras. La película costó 150 millones de dólares, la mitad del coste de la tercera entrega. Londres sustituyó a Los Ángeles como sede central del rodaje, aunque algunos decorados también fueron montados en estudios de cine de la ciudad californiana.
El número de días de filmación también se planeó reducir a 90 o 95 días en contrapunto a los 142 de la última película. Muchas escenas del guion fueron recortadas o eliminadas por su elevado coste.
La compañía Disney aseguró en abril de 2010 que «dos tercios se rodarían en 3D, y las partes restantes se rodarìan en 2D normal y luego se convertirán». Sin embargo, meses después la compañía anunció que la película entera sería rodada en tres dimensiones, sin conversión en posproducción. La película se exhibirá también en formato IMAX tras un acuerdo alcanzado entre Disney e IMAX Corporation para usar este formato de distribución para sus estrenos más importantes del año 2011.
El rodaje comenzó el 18 de junio de 2010, en Hawái. Se llevó a cabo simultáneamente entre Hawái, Reino Unido, Puerto Rico y Los Ángeles. En octubre, la seguridad del rodaje fue violada en Reino Unido cuando un imitador fue capaz de acceder a la filmación en el Old Royal Naval College de Greenwich, Londres vestido como el Capitán Jack.
El embarazo de Penélope causó algunas dificultades. Los productores contaron con la ayuda de la hermana menor de Cruz, Mónica Cruz, de gran parecido físico. Penélope filmó los primeros planos, mientras que Mónica la reemplazó en las escenas de larga distancia ya que el departamento de vestuario tuvo problemas para ocultar el embarazo.
La filmación acabó la semana del 19 de noviembre de 2010.

### Música
El compositor Hans Zimmer repitió en la composición de la banda sonora para la película, tras haberlo hecho con la segunda y la tercera entrega y haber colaborado en la primera. Eric Whitacre, junto a su esposa Hila Plitmann, colaboró con Zimmer para crear el tema para las sirenas de la película, sin especificar si la colaboración era para un solo tema o para todo el álbum.
En febrero de 2011 se anunció que el dúo mexicano Rodrigo y Gabriela colaboró con la creación de las piezas para la banda sonora, junto con Zimmer.

## Promoción y estreno
El primer teaser tráiler fue publicado por sorpresa durante la Convención Internacional de Cómics de San Diego de 2010, en el panel de Tron Legacy. En él aparece Jack Sparrow hablando al público en busca de tripulación para su aventura. El primer tráiler se lanzó en Internet y en Disney Channel el 13 de diciembre de 2010 a las 21:00 y acompañó en cines a la emisión de Tron Legacy desde el día 17 del mismo mes. Para promocionar el tráiler, Disney organizó un evento en el parque Disneyland de California.
Durante los primeros meses de 2011, Walt Disney Pictures fue mostrando en Internet imágenes promocionales de la película, así como la colección de pósteres del film. El segundo tráiler, de más duración que el primero, fue lanzado el 21 de marzo de 2011 en la red.
Se preestrenó el 14 de mayo de 2011 en el Festival de Cannes, fuera de competición.
Su fecha oficial de estreno fue el 19 y el 20 de mayo de 2011 en España e Hispanoamérica.

## Recepción
Pirates of the Caribbean: On Stranger Tides recibió críticas mixtas a negativas de parte de la crítica y de la audiencia. En el portal de internet Rotten Tomatoes, la película posee una aprobación de 33%, basada en 255 reseñas, con una puntuación de 5.1/10 por parte de la crítica, mientras que de parte de la audiencia tiene una aprobación de 54% basada en 197 865 votos y con una puntuación de 5/10.
La página Metacritic le ha dado a la película una puntuación de 45 de 100, basada en 39 críticas, indicando "reseñas mixtas". Las audiencias de CinemaScore le han dado una puntuación de "B+" en una escala de A+ a F, mientras que en el sitio IMDb los usuarios le han dado una puntuación de 6.7/10, sobre la base de más de 364 803 votos.

## Inexactitudes

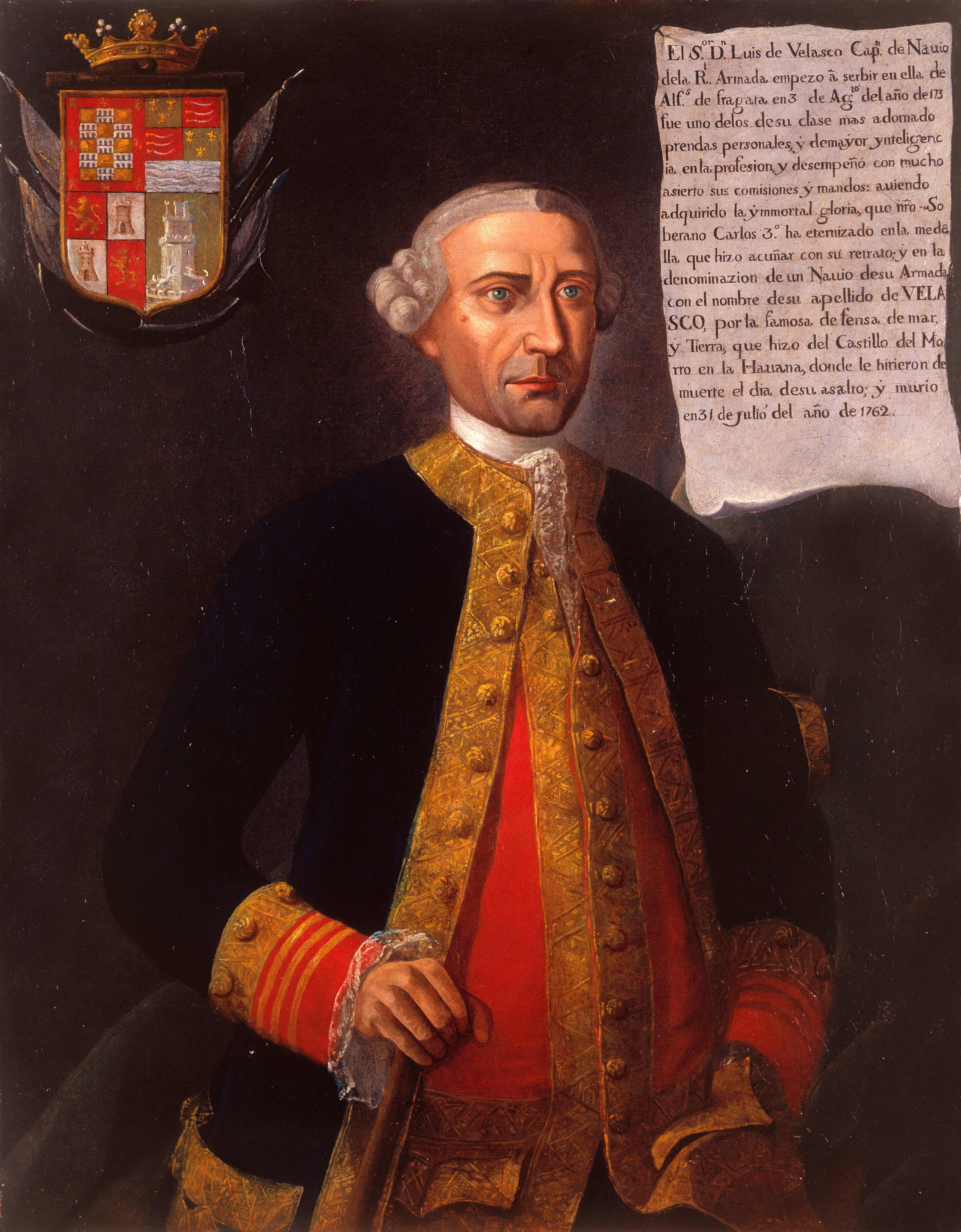
Ejemplo del diseño y uniformidad de la oficialidad de la Armada española a mediados de. Como protagonista, el comandante español Luis Vicente de Velasco

Bandera del Reino de Gran Bretaña de 1707 al 1801.

La película tiene algunos aspectos que no se ajustan a la realidad de la época en la que se enmarca. Así, los uniformes de la Marina Real española que aparecen en el filme son bien distintos de los que fueron en la época dieciochesca, caracterizados por la casaca azul marino u oscuro con mangas rojas y la chupa interior también de color rojo, dichos elementos del uniforme rematados con toques y adornos bordados en oro, sin olvidar también que la uniformidad de la infantería de marina española tampoco se ciñe a cómo era históricamente. Además, la apariencia que tiene el rey de España  Fernando VI en la película no se ajusta a la realidad de la que fue; también aparece recibiendo una audiencia en Cádiz cuando permanecía residiendo en los Reales Sitios de Madrid y alrededores. Por otro lado, la bandera británica que aparece ondeando en la fragata corsaria de Barbossa no era la vigente en el momento, siendo la Union Jack de 1707 la vigente en la época y no la que se adoptó en el Reino Unido a partir de 1801.